# Ajax framework
Ajax framework è un framework per le applicazioni web per aiutare a costruire applicazioni web basate su tecnologia AJAX, un insieme di tecnologie che consentono di creare sul lato client pagine web dinamiche.
Questo framework, come gli altri, agevola il lavoro poiché lo divide in due parti separate: una si preoccupa della parte client e offre funzioni JavaScript per mandare informazioni al server, mentre l'altra si preoccupa della parte server, processa le richieste e le trasmette al browser. Lo scopo del framework è di fornire al motore di Ajax le funzioni necessarie per eseguire lo scambio di informazioni fra client e server.

## Vantaggi del framework
Lo scopo principale del motore Ajax è di eliminare i ritardi di esecuzione causati dall'eleborazione dei dati da parte del server. Il framework semplifica il lavoro del programmatore Ajax in due modi: sul lato client fornisce funzioni JavaScript per inviare le richieste al server, mentre sul lato server elabora le richieste, cerca i dati e li trasmette al browser. Alcuni framework sono molto ricchi di funzionalità, e forniscono intere librerie per costruire applicazioni web.